# Tomira Neumayer-Sawaryn
Tomira Amelia Neumayer-Sawaryn, ps. „Tamara” (ur. 14 czerwca 1924 w Pińsku, zm. 11 lutego 1996 w Zabrzu) – lekarz, mikrobiolog, prof. dr hab. n. med. Śląskiej Akademii Medycznej w Katowicach, kierownik I Katedry i Kliniki Chorób Zakaźnych w Bytomiu żołnierz Armii Krajowej, strzelec.

## Życiorys
Urodziła się 14 czerwca 1924 r. w Pińsku, w rodzinie inteligenckiej, jako córka Ottona Neumayera, urzędnika samorządowego i Aliny z d. Pawłowicz.

### Edukacja
Po nauce w szkole powszechnej ukończyła jeszcze trzy klasy w gimnazjum w Tarnopolu w 1939 r. Po wojnie kontynuowała naukę w liceum ogólnokształcącym dla dorosłych, którą zakończyła uzyskaniem świadectwa dojrzałości w lipcu 1947 r. W latach 1947–1948 studiowała na Wydziale Wychowania Fizycznego Uniwersytetu Wrocławskiego. W 1948 r. rozpoczęła studia w Akademii Lekarskiej w Rokitnicy Bytomskiej. Dyplom lekarza uzyskała 22 grudnia 1953 r.

### II wojna światowa
Okres okupacji spędziła w Warszawie. Walczyła w Powstaniu Warszawskim jako żołnierz Armii Krajowej. Od kwietnia 1943 roku była łączniczką w Okręgu Warszawskim Armii Krajowej – I Obwód „Radwan” – 3. Rejon – 35 Kompania Wojskowej Służby Ochrony Powstania.
Po upadku powstania wywieziona została na przymusowe roboty do Niemiec. Powróciła do kraju w 1945 roku i zamieszkała w Jeleniej Górze.
Od 1991 r. była członkiem Naczelnej Rady Światowego Związku Żołnierzy AK.

### Praca naukowa i zawodowa
Po powrocie do kraju podjęła pracę w Delegaturze Ministerstwa Przemysłu. Od września 1949 podjęła pracę w Zakładzie Mikrobiologii Śląskiej Akademii Medycznej na etacie asystenta. W latach 1953–1954 poza pracą w tymże zakładzie, odbywała praktykę w Klinice Chorób Wewnętrznych i Zawodowych. W 1953 r. odbyła także staż naukowy w Instytucie Medycyny Morskiej w Gdańsku. Od roku 1954 przez 14 lat pracowała w I Klinice Chorób Zakaźnych w Bytomiu, zajmując kolejno stanowiska: asystent, st. asystent, adiunkt, docent i – od roku 1987 do 1994 – profesor.
W latach 1954–1955 pracowała również jako lekarz w jednej z kopalnianych przychodni. W 1955 r. uzyskała specjalizację 1 stopnia z mikrobiologii, a w 1957 i 1960 specjalizację I i II stopnia z zakresu chorób zakaźnych. W latach 1956–1961 pracowała również w Wojewódzkiej Komisji ds. Inwalidztwa i Zatrudnienia w Zabrzu, a od 1969 r. przez dziesięć lat, była kierownikiem Przyklinicznej Poradni Schorzeń Wątroby i Jelit w Bytomiu, w której prowadziła punkt konsultacyjny dla województw: bielskiego, katowickiego i opolskiego.
Stopień doktora medycyny otrzymała uchwałą Rady Wydziału Lekarskiego ŚAM 6 grudnia 1961 r. na podstawie dysertacji pt. „Zachowanie się niektórych frakcji lipidowych w surowicy krwi u chorych w przebiegu nagminnego zapalenia wątroby”, wykonanej w Klinice Chorób Zakaźnych.
W latach 1964–1972 odbyła kilka staży naukowych: w Klinice Chorób Zakaźnych AM w Warszawie, w Instytucie Immunologii i Terapii Doświadczalnej PAN im. L. Hirszfelda we Wrocławiu, w Klinice Chorób Pasożytniczych Akademii Medycznej w Poznaniu.
Stopień doktora habilitowanego w zakresie chorób zakaźnych otrzymała uchwałą Rady Wydziału Lekarskiego ŚAM na podstawie ogólnego dorobku naukowego i przedłożonej rozprawy pt. „Występowanie wolnych i związanych kwasów żółciowych u chorych w przebiegu ostrych i przewlekłych zapaleń wątroby”.
W roku 1978 powołana została przez ministra zdrowia na stanowisko docenta w ŚAM i kierownika 1 Katedry i Kliniki Chorób Zakaźnych w Bytomiu. Równocześnie z funkcją kierownika kliniki pełniła obowiązki naczelnego lekarza Szpitala Obserwacyjno-Zakaźnego w Bytomiu, w ramach którego działała Klinika Chorób Zakaźnych ŚAM.
Tytuł prof. nadzwyczajnego nauk medycznych otrzymała 4 marca 1987, w tym samym roku mianowana została przez ministra zdrowia na stanowisko prof. w ŚAM. Nominację na stanowisko prof. zwyczajnego w SAM otrzymała 1 czerwca 1993.
Pracę naukowo-badawczą rozpoczęła już w czasie studiów w Zakładzie Mikrobiologii. Brała udział w I Zjeździe Naukowym Towarzystwa Mikrobiologów. Współpracowała z Zakładem Histologii (1970), Zakładem Histopatologii (1980) i Zakładem Patomorfologii ŚAM (1980). Od 1984 r. nawiązała współpracę poświęconą zmianom w wątrobie w przebiegu posocznicy u noworodków z Kliniką Neonatologii ŚAM w Zabrzu. Brała też udział w pracy PAN nad oceną zdrowotności nosicieli antygenu HBS. Jest autorką 15 i współautorką 87 artykułów opublikowanych w polskich czasopismach naukowych i 4 w czasopismach zagranicznych.
Współpracowała z wieloma towarzystwami naukowymi m.in.: z Polskim Towarzystwem Lekarskim, Polskim Towarzystwem Pediatrycznym, Polskim Towarzystwem Farmakologicznym, Polskim Towarzystwem Epidemiologów i Lekarzy Chorób Zakaźnych (w latach 1965–1975 była sekretarzem, a od 1976 przewodniczącą oddziału katowickiego oraz członkiem Zarządu Głównego). Na jej dorobek dydaktyczno-wychowawczy składają się: ćwiczenia, seminaria i wykłady na temat chorób zakaźnych i pasożytniczych dla V r. Wydziału Lekarskiego, chorób zakaźnych dla IV r. Oddziału Stomatologicznego, 11 zakończonych przewodów doktorskich, 10 recenzji dysertacji doktorskich, recenzje dorobku naukowego do tytułu prof., udział w kursach organizowanych przez WODKM w Katowicach, nadzór nad szkoleniem stażystów w klinice z zakresu chorób dzieci i chorób wewnętrznych, kierownictwo specjalizacji I i II stopnia z zakresu chorób zakaźnych i udział w komisjach egzaminacyjnych na I i II stopień specjalizacji z zakresu chorób zakaźnych, wewnętrznych i chorób dzieci.
Od 1983 r. była członkiem Krajowego Nadzoru Specjalistycznego w zakresie chorób zakaźnych, pełniła nadzór nad województwem bielskim, opolskim oraz katowickim od 1978 r.
Od 1991 r. była przewodniczącą Wojewódzkiego Zespołu Konsultantów. Pracowała społecznie w ZZPSZ w latach 1950–1980, a w latach 1951–1953 jako mąż zaufania. W latach 1989–1993 była Okręgowym Rzecznikiem Odpowiedzialności Zawodowej w Odrodzonym Śląskim Samorządzie Lekarzy.
Na emeryturę przeszła 30 października 1994. Pochowana w Zabrzu na Cmentarzu Komunalnym przy ul. Ofiar Katynia.

### Odznaczenia i nagrody
Została odznaczona:
- Krzyżem Kawalerskim Orderu Odrodzenia Polski,
- Złotym Krzyż Zasługi,
- Warszawskim Krzyżem Powstańczym,
- Krzyżem Partyzanckim,
- Krzyżem Armii Krajowej,
- Odznaką Akcji „Burza”,
- Odznaką „Za wzorową pracę w służbie zdrowia”.

Laureatka wielu nagród i wyróżnień, m.in.:
- nagrody zespołowej Ministerstwa Zdrowia i Opieki Społecznej,
- nagrody PTL (oddział w Zabrzu),
- wielokrotnych nagród rektora Śląskiej Akademii Medycznej oraz wojewody katowickiego.

## Rodzina
Od 1953 r. w związku małżeńskim z Tadeuszem Sawarynem, lekarzem, pracownikiem ŚAM.